# Parc Nacional Històric (Haití)
El Parc Nacional Històric situat a Milot, al nord d'Haití, comprèn les ruïnes del Palau de Sans Souci, la Ciutadella de La Ferrière i els edificis de Ramiers. Va ser declarat com a Patrimoni de la Humanitat per la UNESCO l'any 1982 amb la denominació de Parc Nacional Històric: Ciutadella, Sans Souci, Ramiers.